# Dodavatel plynu
Dodavatel plynu je obchodník. Ve většině případů se jedná o společnost, která na burze nakupuje komoditu, plyn, a tu pak prodává se ziskem dalším subjektům. Tento způsob obchodu je licencovaný a je charakterizován zákonem č. 458/2000 Sb. Licenci uděluje Energetický regulační úřad (ERÚ) na základně splnění podmínek daných tímto zákonem.
V České republice bylo k 1. listopadu 2012 registrováno 144 obchodníků s plynem. Ne všichni však dodávají plyn maloodběratelům z řad domácností a firem. Domácnostem dodávalo plyn celkem 46 z nich. Zbylá většina byly podniky, které nakupovaly samy pro sebe, nebo dodávají plyn pouze velkoodběratelům.

## Vliv dodavatelů na cenu plynu
Cena plynu se skládá z regulované a neregulované části. Regulovanou část dodavatelé ovlivnit nemohou, je stanovena ERÚ a zákony. Patří do ní mimo jiné poplatek operátorovi trhu, poplatek distributorovi plynu, či poplatky státu. Dodavatel tak může pracovat jen s cenou neregulované části, kterou tvoří cena za komoditu, většinou účtovaná za 1 MWh plynu, a stálý měsíční poplatek za služby dodavatele.
Cena plynu pro domácnosti je v EU zhruba dvakrát větší než pro ostatní spotřebitele.

## Největší dodavatelé plynu
Měsíčně dodavatele v České republice změní až 30 tisíc odběratelů. Dodavatele lze změnit dvakrát až třikrát ročně podle typu smlouvy. Mezi největší alternativní dodavatele patří společnosti České Energetické Centrum a.s. nebo E.ON Energie, a.s.[zdroj⁠?!]

## Změna dodavatele plynu
Odběratel má právo si svobodně vybrat a změnit svého dodavatele plynu, dle smluvních podmínek upravující vztah mezi odběratelem a dodavatelem. Při potřebě změnit dodavatele plynu postupuje odběratel dle možností, které mu dovoluje smlouva. Pokud mu smlouva změnu dodavatele umožňuje, pak zpravidla stačí novému dodavateli oznámit název současného dodavatele plynu, dobu trvání (platnost) smlouvy, technické údaje o odběrném místě. Na základě těchto informací a podepsané smlouvě o plné moci pro zastupování v procesu změny dodavatele energií pak proces ukončení stávajícího vztahu a vznik nové smlouvy zastřešuje nový dodavatel.